# Charaxes jasius
Nymphale de l'arbousier
Pour les articles homonymes, voir Jason (homonymie).
Espèce
La Nymphale de l'arbousier (Charaxes jasius), aussi appelée Pacha à deux queues, Jason ou encore Jasius, est une espèce de lépidoptères (papillons) de la famille des Nymphalidae et de la sous-famille des Charaxinae.

## Description

### Imago
Le Pacha à deux queues est un grand papillon au dessus marron bordé d'orange avec aux ailes antérieures, une seconde ligne orange et deux queues aux ailes postérieures.

imago
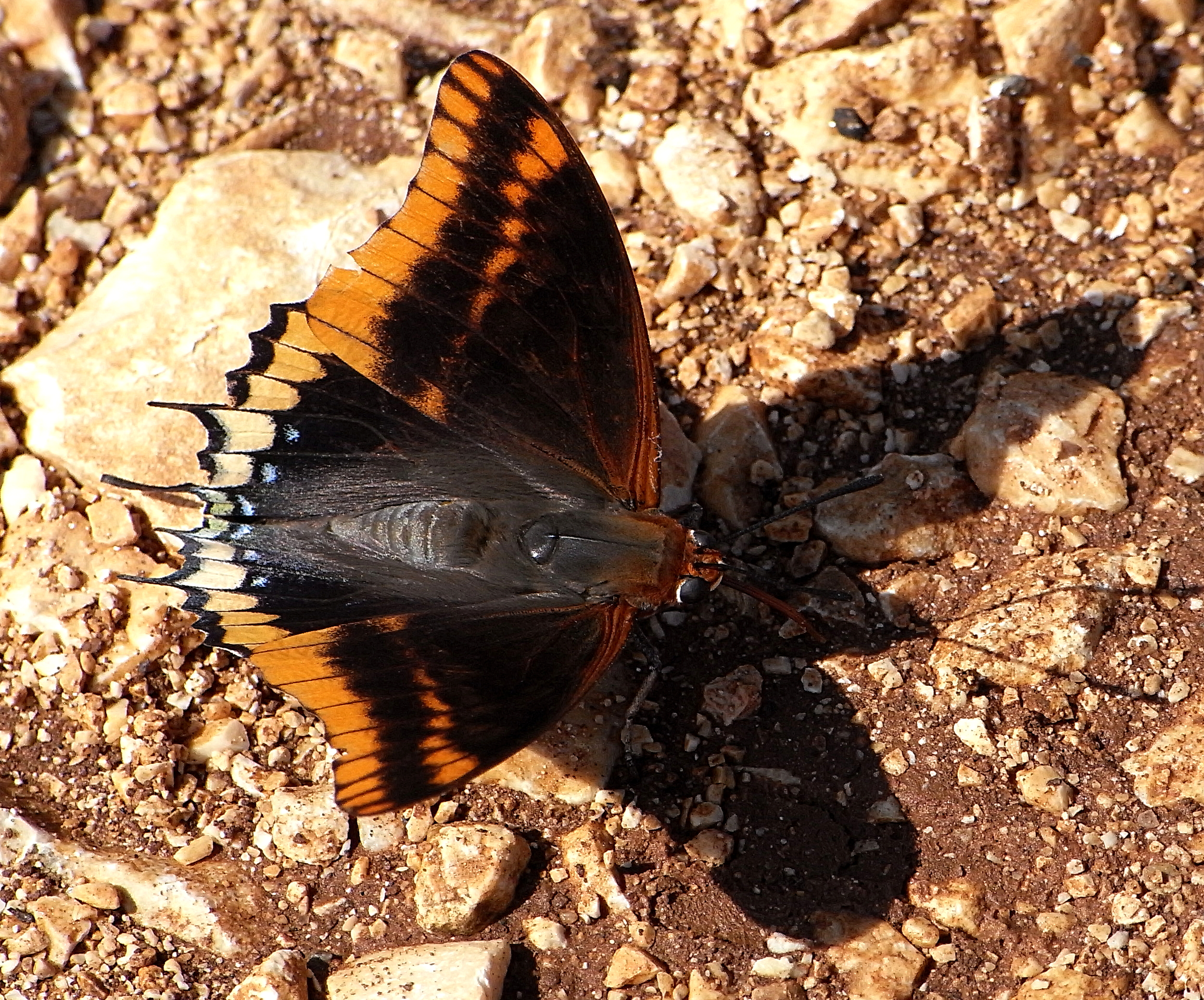
Imago, face supérieure
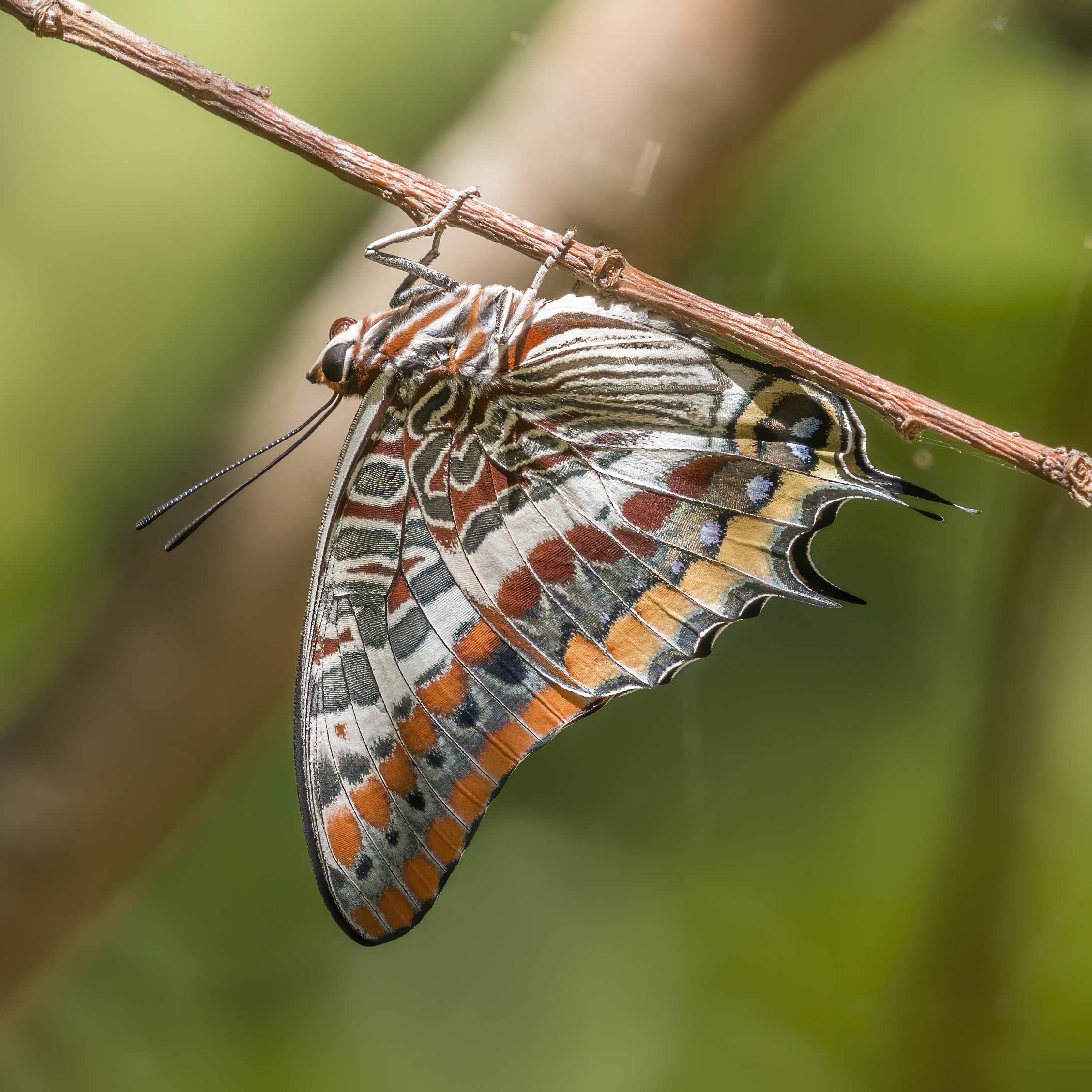
Revers

Le revers est très ornementé, marron avec dessins blancs, bordure orange, marron puis orange puis blanc aux antérieures, bordure orange, marron puis blanc aux postérieures.

### Chenille
La chenille possède une tête verte munie de quatre prolongements à apex rougeâtre et un corps vert tacheté de points blancs à extrémité postérieure bifide.

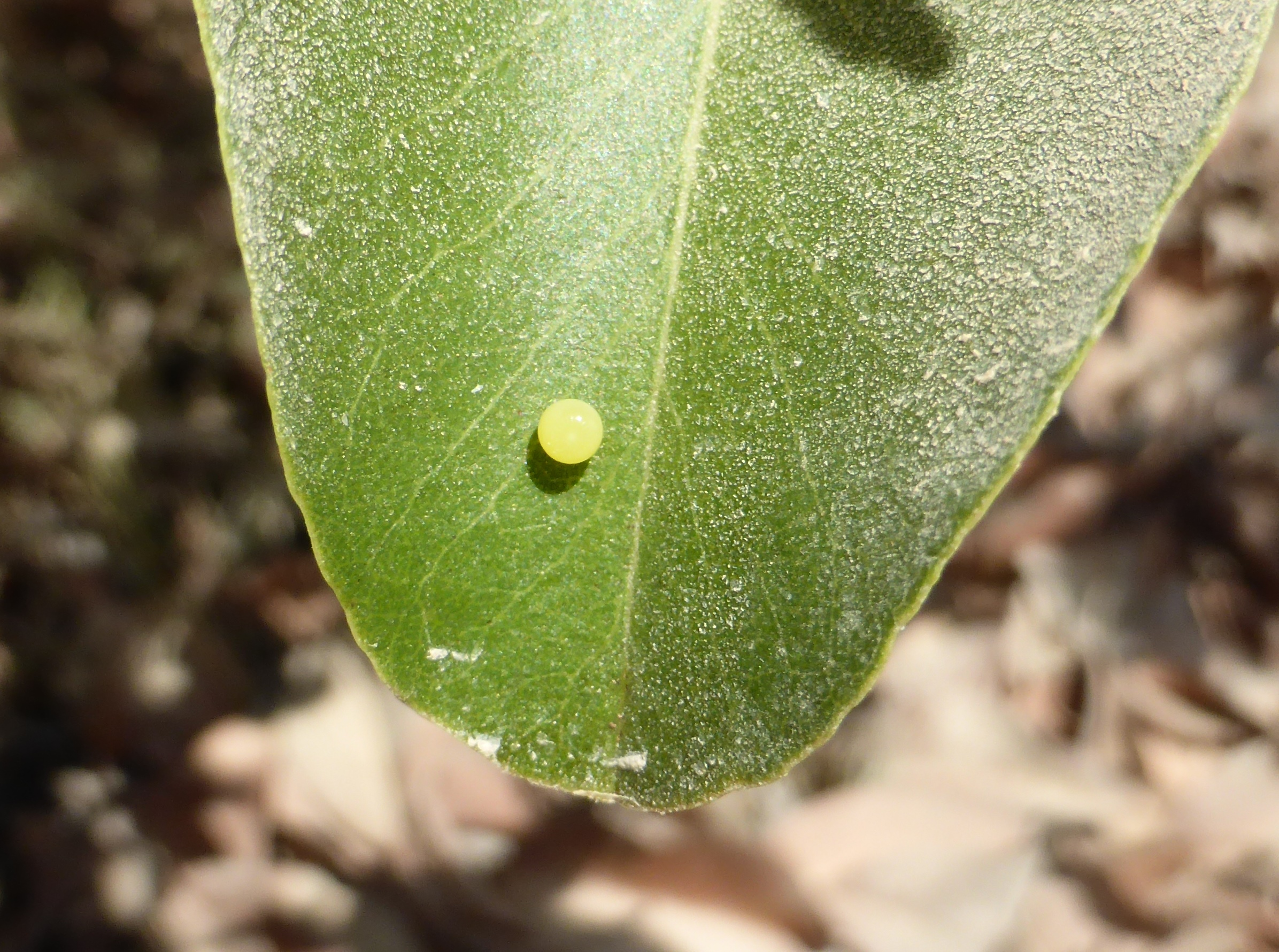
Œuf
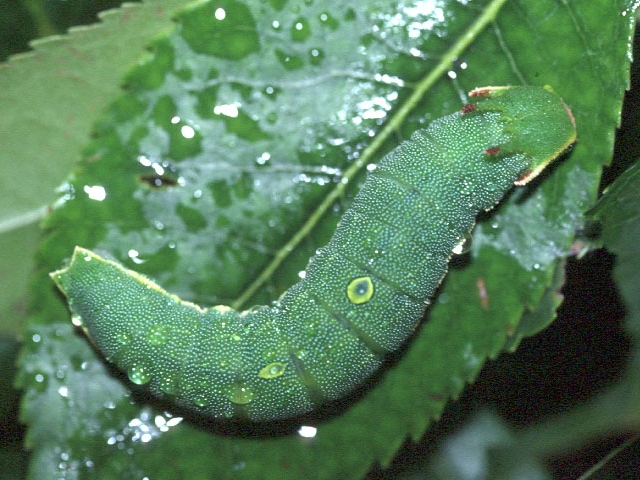
Chenille
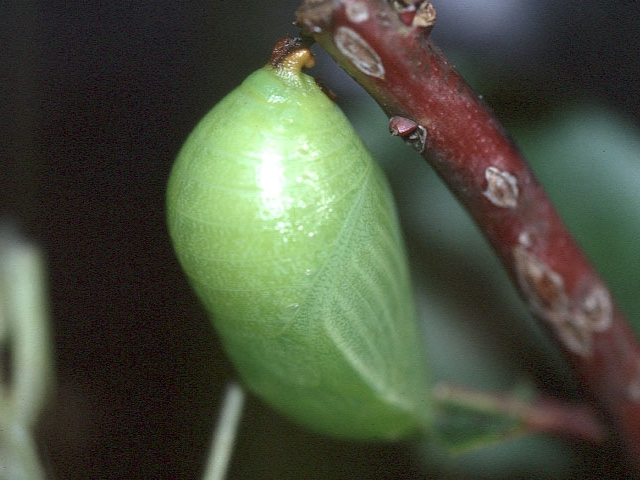
Chrysalide

## Biologie

### Période de vol et hivernation
Bivoltin, il vole de mai à juin puis d'août à octobre.
Il hiverne à l'état larvaire.
C'est un grand voilier capable de migration verticale ou de tenter d'agrandir son territoire, ce qui nécessite une présence de sa plante-hôte, l'arbousier.

### Plantes-hôtes
La plante-hôte de sa chenille est l'arbousier (Arbutus unedo). En son absence, il pourrait être remplacé par Osyris quadripartita (synonyme de O. lanceolata) et en Afrique par le sorgho.

## Écologie et distribution
Charaxes jasius fait partie du sous-groupe des Charaxes africains et est présent dans tout l'Ouest et le Sud de l'Afrique (Éthiopie, Somalie, Soudan, Angola, Gabon, Zaïre, Kenya, Ouganda, Afrique du Sud, Botswana, Mozambique, Namibie,  République démocratique du Congo Zimbabwe, Zambie, Malawi, Tanzanie) ainsi que sur la côte atlantique (Côte d'Ivoire, Sierra Leone, Guinée, Sénégal).
Il est présent sur les rivages méditerranéens en Afrique du Nord et en Europe (Espagne, France, Italie, Grèce, Turquie), sur les îles de la Méditerranée (dont Corse, Sardaigne, Sicile, Crète), et sur la côte atlantique du Portugal.
En France métropolitaine, il est présent dans tous les départements du pourtour méditerranéen, et dans quelques départements proches, comme l'Ardèche et le Vaucluse,. Découvert en Aquitaine en 2015, il progresse rapidement dans le Sud Ouest de la France, repoussant chaque année sa répartition vers le nord.
En 2023, son aire de reproduction sur la façade atlantique, s'étire du sud du Pays Basque à l'île d'Oléron où il semble bien réparti.

### Biotope
Le Pacha à deux queues est présent dans les régions côtières jusqu’à 1 000 m, dans les zones où abonde sa plante-hôte, l'arbousier.

## Systématique
L'espèce Charaxes jasius a été décrite par le naturaliste suédois Carl von Linné en 1767, sous le nom initial de Papilio jasius. La localité type est l’Algérie.

### Synonymes
- Papilio jasius Linné, 1767 – protonyme
- Papilio jason Linné, 1767
- Charaxes epijasius  Reiche, 1850 [11]
- Charaxes saturnus Butler, 1866 [12]
- Charaxes castor var. flavicinctus Butler, 1895
- Charaxes pelias saturnus ab. brunnescens  Rothschild, 1900
- Charaxes epijasius maculatus Suffert, 1904
- Charaxes harrisoni  Sharpe, 1904 [13]
- Charaxes saturnus ab. pagenstecheri Schultze, 1913
- Charaxes jasius var. major Oberthür, 1922
- Charaxes epijasius f. murina  Le Cerf, 1923
- Charaxes epijasius f. feisthameli  Le Cerf, 1923
- Charaxes pelias liberiae  Le Cerf, 1923
- Charaxes pelias brunnescens   Poulton, 1926 [14]
- Charaxes pelias pagenstecheri  Poulton, 1926 [14]
- Charaxes jasius epijasius f. aeson Stoneham, 1960
- Charaxes jasius epijasius f. plutus  Stoneham, 1960
- Charaxes jasius epijasius f. alcimede  Stoneham, 1960
- Charaxes jasius epijasius var. melas van Someren, 1963
- Charaxes jasius harrisoni f. saturnalis van Someren, 1963
- Charaxes jasius epijasius f. aesonius Stoneham, 1964

### Taxinomie
Liste des sous-espèces
- Charaxes jasius jasius en Afrique du Nord et sur le pourtour méditerranéen.
- Charaxes jasius brunnescens (Poulton, 1926) ; en Angola, au Gabon et au Zaïre.
- Charaxes jasius epijasius (Reiche, 1850) ; dans le nord de l'Éthiopie, au Soudan, dans le nord-ouest du Kenya, en Ouganda, au Nigeria, au Bénin, en Côte d'Ivoire, en Sierra Leone, en Guinée, et au Sénégal.
- Charaxes jasius harrisoni (Sharpe, 1904) au  Kenya, en Tanzanie et dans le sud-ouest de l'Ouganda.
- Charaxes jasius pagenstecheri (Poulton, 1926)  dans le sud de l'Éthiopie et en Somalie.
- Charaxes jasius saturnus (Butler, 1865) en Afrique du Sud, au Botswana, au Mozambique, en Namibie, au Zimbabwe, en Zambie, au Malawi, en Tanzanie, et sur la côte du Kenya[15].

## Noms vernaculaires
- en français : la Nymphale de l'arbousier, le Pacha à deux queues, le Jason, le Jasius[16]
- en anglais : two-tailed pasha ou foxy emperor
- en allemand : Erdbeerbaumfalter
- en espagnol : mariposa del madroño

## Philatélie
Ce papillon figure sur une émission de Palestine de 1965 (valeur faciale : 0,02 l) et sur d'autres de Botswana, Espagne, Guinée équatoriale, Gibraltar, et Hongrie.